# Democracia Cristiana (Italia, 2004)
La Democracia Cristiana (Democrazia Cristiana) (DC) es un partido político italiano democristiano. Fue fundado en julio de 2004 como una escisión de Democracia Cristiana este a su vez fue una exición de Democracia Cristiana (Italia) y está dirigido por Angelo Sandri. Desde su separación, el partido ha participado en largas batallas legales sobre la propiedad del símbolo y el nombre de la original de la Democracia Cristiana con su partido rival.
En las elecciones locales de 2007, el partido formó una alianza temporal con Democracia Cristiana por las Autonomías de Gianfranco Rotondi, mientras que en las elecciones generales de 2008 formó parte de la Unión del Centro (UdC), alianza dirigida por Pier Ferdinando Casini. Desde entonces, ha recuperado su autonomía.
En febrero de 2012, la DC se unió a Renacimiento de la Democracia Cristiana (RDC), cuyo líder Carlo Senaldi fue nombrado presidente del partido.